# Junior (film)
(Tagline del film)
Junior è un film commedia del 1994 diretto da Ivan Reitman, interpretato da Arnold Schwarzenegger e Danny DeVito.

## Trama
Due ginecologi-ricercatori, Larry Arbogast e Alexander Hesse, stanno sperimentando sulle scimmie Expectane, un farmaco che evita l'aborto spontaneo, ma il direttore del progetto, Noah Banes, visto il parere contrario della Commissione governativa per il passaggio alla sperimentazione sull'uomo, licenzia i due: così Larry riesce a convincere Alex a provare il farmaco su se stesso. 
Sottrae un ovulo nell'ex laboratorio, ora gestito dalla dottoressa Diana Reddin, e lo impianta nell'addome di Hesse, che si sottopone al trattamento col farmaco. La gravidanza dovrebbe essere interrotta dopo tre mesi, ma Alex scopre le gioie della gestazione e vuole portare a termine la gravidanza, cosa che gli viene complicata da una storia sentimentale con Diana, nonché dall'ira della donna quando costei scopre che l'ovulo trafugato, denominato Junior, è suo.
Al momento delle doglie, Banes, che scopre il loro segreto, convoca la stampa, per sfruttare a nome della fondazione la prima gravidanza maschile della storia. Ma Larry, sfruttando la contemporanea gravidanza dell'ex moglie Angela, che l'ha voluto come ginecologo, la presenta ai giornalisti consentendo ad Alex di raggiungere liberamente la sala parto, dove può dare alla luce una bella bambina e poco dopo Larry aiuta Angela a partorire un maschio e decidono di ritentare. Banes intanto viene licenziato dai superiori
Un anno dopo i piccoli Junior e Jack festeggiano i loro compleanni, mentre Alex e Diana stanno insieme e lei aspetta un bambino, anche Larry e Angela vorrebbero un secondo figlio, Alex suggerisce all'amico di rifare l'esperimento.

## Produzione
Il film è stato prodotto dalla Universal Pictures, con il supporto della Northern Lights Entertainment. Gli effetti sono a opera della Buena Vista Visual Effects; la Varèse Sarabande si è occupata della colonna sonora, mentre della registrazione della musica si è occupata la Todd-AO Scoring Stage. Il budget ammonta a circa 60000000 $. Brian Levant era stato originariamente scelto per dirigere il film, ma Arnold Schwarzenegger rifiutò il ruolo di protagonista nel film a meno che esso non fosse stato diretto da Ivan Reitman.
Le scene sono state girate dal 4 aprile al 28 giugno 1994 completamente nello stato della California, e quasi tutte a San Francisco, come: Berkeley, Chinatown, Università della California, ma anche a Los Angeles, come Downtown.

## Distribuzione
La pellicola è stata distribuita negli Stati Uniti il 23 novembre 1994 dalla Universal Pictures; in Spagna il 3 dicembre; nel Regno Unito il 9 dello stesso mese; in Germania il 15 dicembre; in Italia il 22; in Giappone il giorno dopo, e in Francia il 25 gennaio 1995 dalla United International Pictures (UIP).

### Divieto
Il film è stato vietato ai minori di 6 anni in Germania; valutato dalla Motion Picture Association of America (MPAA) PG (parents cautioned suggested), ovvero adatto a bambini di età da 10 anni in su per la visione non accompagnata; i bambini minori di 10 anni richiedono l'accompagnamento dei genitori o tutori in Australia, Singapore, e Regno Unito; ai minori di 11 in Svezia; 12 in Portogallo e Corea del Sud. Censura più severa nelle Filippine, Stati Uniti, e Argentina, dove il film fu vietato a chi non era tredicenne, ma soprattutto in Perù, dove fu vietato ai minori di 14 anni.

### Adattamento italiano
L'edizione italiana del film è stata curata da Marco Mete con la direzione di Manlio De Angelis. Il doppiaggio italiano, invece, venne eseguito dalla C.D.C. presso la International Recording.

## Accoglienza
Il film nel primo week-end di apertura incassa 9803145 $ dopo essere stata trasmessa da 1749 cinema; in tutto guadagna  36763355 $, venendo trasmesso da 1896 cinema. La critica non è eccessivamente negativa, ma sicuramente neanche positiva: su IMDb riceve un punteggio di 4.7/10, mentre su MYmovies 2.10/5.

## Riconoscimenti
- Premio Oscar 1995[6]
  - Candidatura alla migliore canzone per Look What Love Has Done, per Carole Bayer Sager, James Newton Howard, James Ingram e Patty Smyth
- Golden Globe 1995[7]
  - Candidatura alla migliore attrice in un film commedia o musicale per Emma Thompson
  - Candidatura al miglior attore in un film commedia o musicale per Arnold Schwarzenegger
  - Candidatura alla migliore canzone originale per Look What Love Has Done, per Carole Bayer Sager, James Newton Howard, James Ingram e Patty Smyth